# MVP (album)
MVP - album studyjny polskiego duetu hip-hopowego Bonson i Matek. Wydawnictwo ukazało się 16 grudnia 2014 roku nakładem wytwórni muzycznej StoProcent w dytrybucji My Music. Gościnnie na płycie wystąpili m.in. Białas, Gedz, Mam Na Imię Aleksander, Tede oraz VNM. Materiał w całości wyprodukowany przez Matka został zmiksowany i zmasterowany przez Marka Dulewicza, który zagrał także na gitarze elektrycznej w jednym z utworów. 
Produkcja uplasowała się na 31. miejscu zestawienia OLiS.

## Lista utworów
Opracowano na podstawie materiału źródłowego.
1. "Intro" (scratche: DJ Flip) - 1:35
2. "Mama I Did It" (gitara elektryczna: Marek Dulewicz) - 2:22
3. "Jestem, byłem, będę" - 2:45
4. "MVP" (gościnnie: Białas, Zelo PTP) - 3:31
5. "Pierwszy krzyk" (scratche: DJ Noriz) - 4:02
6. "Miejsca" (gościnnie: Bez Struktury) - 4:06
7. "Nie wiem co to pokora" (gościnnie: Gedz, Mam Na Imię Aleksander) - 3:33
8. "Tacy Sami" - 4:23
9. "Nie Dzwonić" (gościnnie: Bezczel) - 4:53
10. "Backstage" (gościnnie: Danny, Tede, VNM) - :25
11. "Być Może" (scratche: DJ Flip) - 3:42
12. "Lovesong" (gościnnie: Cywinsky) - 3:46
13. "Wracam do domu" (gościnnie: Masia) - 3:56
14. "Outro" - 1:37